# 中側頭動脈
中側頭動脈（ちゅうそくとうどうみゃく）は、頭頸部の動脈の一つ。浅側頭動脈の枝で、頬骨弓の真上で起こり、側頭筋膜を穿通し、側頭筋に枝を供給し、顎動脈の枝である深側頭動脈と吻合する。
時に頬骨眼窩動脈を分岐することがある。これは頬骨弓上縁、両側の側頭筋膜の間を走行し、眼窩の外眼角へと向かう。

## 追加画像

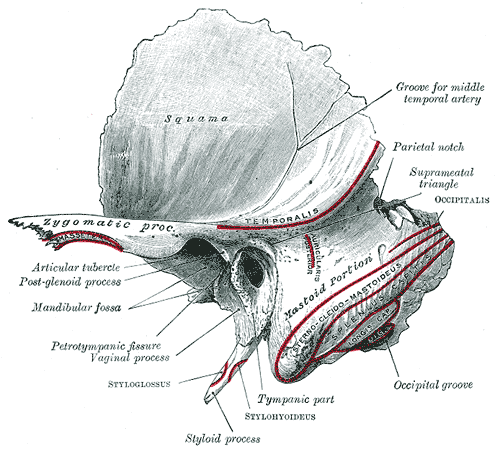
Left temporal bone. Outer surface.

この記事にはパブリックドメインであるグレイ解剖学第20版（1918年）558ページ本文が含まれています。